# Antonio Statella

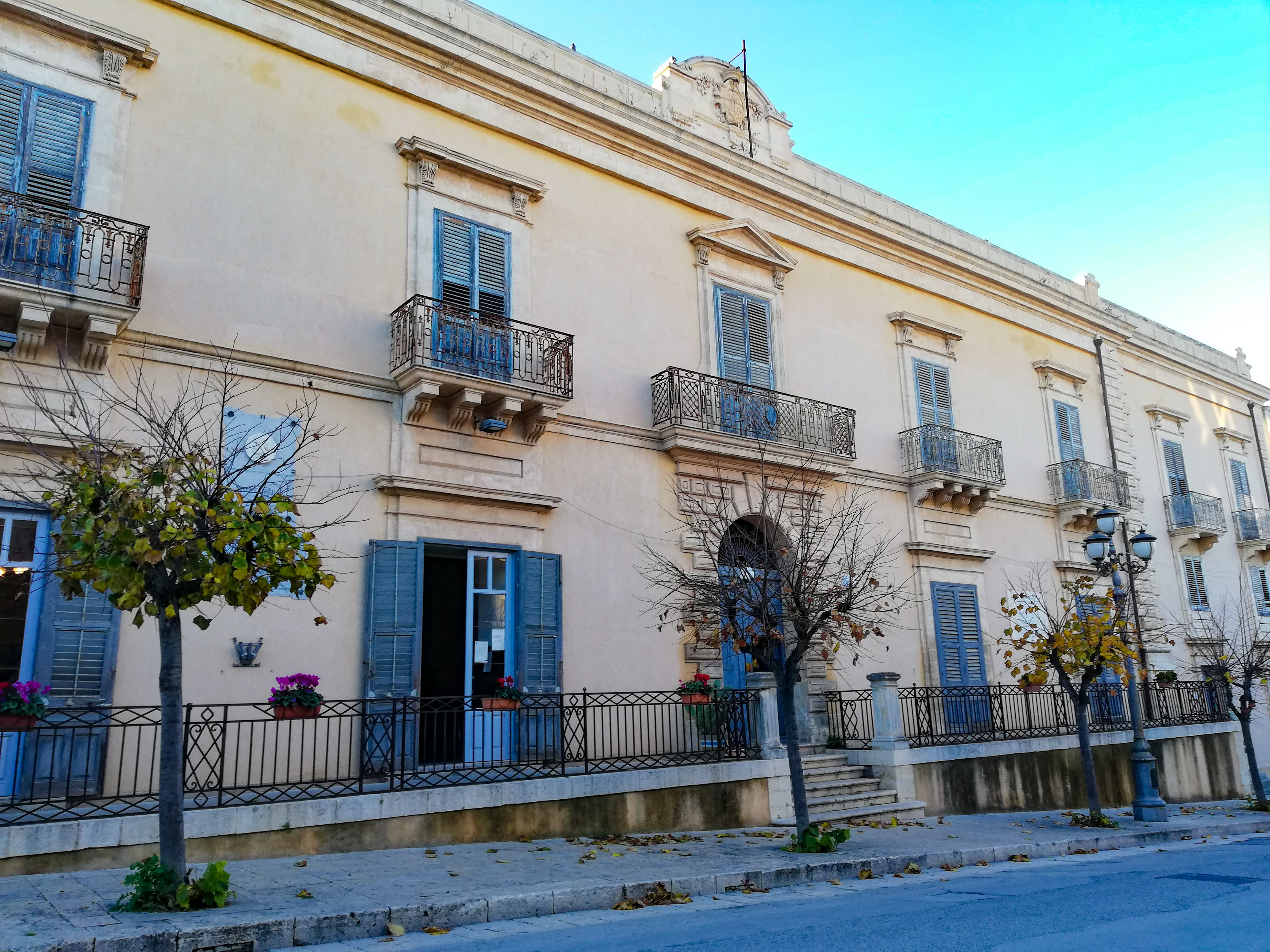
Voormalig prinselijk paleis in Ispica, Sicilië. Thans bibliotheek.

Ridderorde van Frans I

Antonio Statella e Naselli di Cassaro (Ispica, 31 juli 1785 – Torre del Greco, 11 december 1864) was een edelman in het koninkrijk Sicilië. In het koninkrijk der Beide Siciliën was hij ambassadeur en minister.
Zijn politieke carrière was volledig gericht op steun aan het Bourbonregime. Hij was de vierde laatste minister-president der Beide Siciliën (1860) alvorens deze opgeslorpt werd in het jonge koninkrijk Italië (1861). 

## Levensloop
Hij was de oudste zoon van Francesco Maria Statella e Napoli, prins van Cassaro, kapitein-generaal en hofmaarschalk van de koningen van Napels, en van Maria Felicia Naselli uit de hertogelijke familie van Gela. De prinselijke titel bestond in de familie Statella sinds 1757. De familie bestuurde het gebied van Spaccaforno, dat pas in de 20e eeuw Ispica heette. De bijnaam van dit gebied was de Staat Spaccaforno. Na de dood van zijn vader (1823) erfde hij diens titels: prins van Cassaro, prins van Sabuci, prins van Mongiolino en markies van Spaccaforno.

### Ferdinand I der Beide Siciliën
Als tienerjongen werd Statella page (1800-1802) aan het hof van Ferdinand IV van Napels ofwel Ferdinand III van Sicilië. Hij was in dienst van zijn vader de hofmaarschalk. Zijn moeder was hofdame voor de koningin van Napels. Hij huwde in 1802 met Stefania Moncada uit de prinselijke familie van Paternò. Het echtpaar kreeg vier kinderen.
In 1815, na de val van het Napoleontisch regime in het koninkrijk Napels en elders in Europa, startte de politieke carrière van Statella. Hij en zijn twee jonge broers toonden zich een uitgesproken voorstander van de Restauratiepolitiek in Europa. Ferdinand uit het huis Bourbon kwam terug op de tronen van Napels en Sicilië onder de naam van Ferdinand I der Beide Siciliën. Statella omarmde diens politiek van antiliberalisme, vorstelijk absolutisme, sociaal behoud van de feodaliteit (alhoewel deze afgeschaft was) en een centrale rol voor de Roomse Kerk. Statella werd in 1815 ambassadeur in Turijn bij de koning van Savoye-Sardinië. Hij bleef er van 1815 tot 1820. In 1820 verplaatste Ferdinand I hem naar Madrid, dat een prestigieuze post was omwille van de familierelaties van de huizen Bourbon in de Beide Siciliën en Spanje. Beide Bourbonvorsten hadden in 1820 een liberale grondwet moeten slikken doch verzetten zich hiertegen. Statella schikte zich ernaar als ambassadeur. 

### Frans I der Beide Siciliën
In 1825 werd Frans I koning. Frans I benoemde Statella tot zijn luitenant in het deelkoninkrijk Sicilië; tevens stuurde Frans I hem naar Wenen. Statella was gedurende vijf jaar ambassadeur bij de keizer van Oostenrijk (1825-1830), waar hij nauw samenwerkte met prins Metternich, de architect van de Restauratiepolitiek. Statella moest er de factuur regelen van de tussenkomst der Oostenrijkse troepen die een revolte in Napels neergeslagen hadden. De Oostenrijkers trokken zich terug in 1827 nadat alles betaald was. Ondertussen waren Statella’s jongere broers Giovanni en Enrico opgeklommen tot de graad van generaal.

### Ferdinand II der Beide Siciliën
Ferdinand II benoemde Statella tot zijn nieuwe minister van buitenlandse zaken (1830). Gedurende tien bezat bezat hij deze portefeuille (1830-1840). De relatie tussen Statella en Ferdinand II verliep evenwel stroef. Ferdinand II sloot zijn minister van buitenlandse zaken buiten uit de huwelijksonderhandeling van hemzelf met prinses Maria Christina van Savoye uit Turijn. Statella plooide voor de toenemende maritieme en commerciële macht van de Britten in de Middellandse Zee. Koning Ferdinand II was anti-Brits. Ferdinands broer Karel huwde met de Ierse dame Penelope Smith in Schotland, tegen de wil in van het hof in Napels. Deze dame was een familielid van de latere Britse premier Lord Palmerston. Ferdinand II verweet minister Statella dat hij dit morganatisch huwelijk in Schotland niet belet heeft. De woede van Ferdinand II over Statella nam toe met de zogenaamde “zwavelaffaire”. Ferdinand II gunde de exploitatie van Siciliaanse zwavel aan de Fransen en niet aan de Britten zoals eerst was overeengekomen. Statella bekritiseerde de koning en belandde in de gevangenis wegens hoogverraad. De diplomatieke crisis met het Verenigd Koninkrijk escaleerde. De Fransen bemiddelden en het resultaat was dat de Beide Siciliën tweemaal betaalden eens de Britten het zwavelcontract binnen gehaald hadden: zowel de Britten als de Fransen kregen schadevergoeding. In 1840 werd minister Statella oneervol ontslagen.
Niettemin bleven Statella en zijn twee broers generaal trouw aan het huis Bourbon. Hij hield zich afzijdig tijdens de Opstand van 1848 en de afscheuring van Sicilië in 1848-1849. Zijn broers sloegen mee de revolutie neer. Binnen de familie Statella ontstond er tweespalt: zij die het huis Bourbon trouw bleven en zij die in een geest van patriottisme bij Savoye-Sardinië wilden aansluiten. Statella en zijn twee broers bleven pro het Bourgonregime. Een familielid echter, graaf Vincenzo Statella, werd een held van de revolutionaire patriotten en vluchtte in ballingschap.
Statella leefde teruggetrokken vanaf 1850. Intussen pookte graaf Cavour vanuit Turijn de Italiaanse patriottische gevoelens op in de Beide Siciliën.

### Frans II der Beide Siciliën
In 1859 besteeg Frans II de troon. Het koninkrijk der Beide Siciliën stond politiek en diplomatiek op instorten. 
Frans II vroeg Statella om minister-president te worden omwille van diens ervaring. Statella leidde de regering van maart 1860 tot juni 1860. Hij nam in zijn regering oudere politici op. Zijn regering was niet meer in staat het hoofd te bieden aan alle revolutionaire krachten en evenmin aan de druk vanuit Turijn. Ministers en ambtenaren liepen elkaar in de weg en tot ergernis van Frans II veroverde Garibaldi met zijn Roodhemden Sicilië (1860). Sicilië ging verloren aan de Beide Siciliën. Statella was te moe om de generaals aan te moedigen Sicilië te heroveren. Zijn vraag aan keizer Napoleon III van Frankrijk om hulp bleek nutteloos. Statella nam ontslag na drie maanden. Het koninklijk hof in Napels vluchtte naar de Pauselijke Staat. Nog drie minister-presidenten volgden elkaar op (1860-1861) in een staat die instortte.
Nadat de Beide Siciliën opgegaan waren in het nieuwe koninkrijk Italië weigerde Statella elk politiek ambt. Hij sloot zich aan bij een wereldvreemd plan van de kardinaal Sisto Riario Sforza, aartsbisschop van Napels. De kardinaal omringde zich met enkele edelen en noemde zich ‘regent’ der Beide Siciliën. Het gezelschap wachtte tevergeefs op een Bourbonleger om de revolutionaire Italianen te verjagen. Ook de twee broers van Statella kwamen militair niet te hulp in Zuid-Italië. Statella schreef in brieven zijn steun neer aan Frans II die verder in ballingschap leefde. De toon was om op een dag wraak te nemen op de revolutionaire Italianen.
Hij stierf in zijn landgoed in Torre del Greco nabij Napels (1864).

## Eerbewijzen

### Beide Siciliën
Ridder in de Orde van Sint-Januarius; ridder in de Orde van de Heilige Ferdinand en de Verdienste; ridder in de Orde van Frans I.

### Buitenland
- Spanje: Ridder in de Orde van het Gulden Vlies; ridder in de Orde van Karel III
- Savoye-Sardinië: Ridder in de Orde van de Aankondiging. In 1861 stuurde Statella deze medaille boos terug naar Turijn, omdat hij niet kon aanvaarden dat de Beide Siciliën opgingen in Savoye-Sardinië en dus in het nieuwe Italië.
- Toscane: Ridder in de Orde van Sint-Jozef.